# Tiaisensaari (ö i Norra Karelen)
Tiaisensaari är en ö i Finland. Den ligger i sjön Ruunaanjärvi och i kommunen Lieksa i den ekonomiska regionen  Pielinen-Karelen  och landskapet Norra Karelen, i den östra delen av landet, 500 km nordost om huvudstaden Helsingfors. Öns area är 2,1 hektar och dess största längd är 320 meter i sydöst-nordvästlig riktning.